# Sahle-Work Zewde
Sahle-Work Zewde (amárico:  ሳህለወርቅ ዘውዴ; Adis Abeba, 21 de fevereiro de 1950) é uma política e diplomata etíope, presidente da Etiópia entre 2018 e 2024.

## Vida
Sahle-Work Zewde formou-se em ciências naturais pela Universidade de Montpellier e trabalhou depois no serviço diplomático da Etiópia. Foi embaixadora na França, no Djibuti e no Senegal; representante permanente da Etiópia na Organização das Nações Unidas para a Educação, a Ciência e a Cultura (UNESCO) e na Autoridade Intergovernamental para o Desenvolvimento (IGAD); chefiou a MINUSCA - missão da ONU na República Centro Africana; era subsecretária-geral da ONU e representante especial do secretário-geral, António Guterres, para a União Africana. Anteriormente, em 2011, havia sido nomeada por Ban Ki-moon para o cargo de diretora do Escritório das Nações Unidas em Nairobi (UNON).
Foi a primeira mulher eleita para Presidente da Etiópia, mas o quarto chefe de Estado neste país desde a Constituição em 1995. Foi eleita, em 25 de outubro de 2018, por unanimidade, pelo Parlamento da Etiópia. Antes de cessar funções, era a única mulher chefe de estado de um país africano.
Zewde tem dois filhos.